# 13059 Ducuroir
A 13059 Ducuroir (ideiglenes jelöléssel 1991 BD1) a Naprendszer kisbolygóövében található aszteroida. Eric Walter Elst fedezte fel 1991. január 18-án.